# امی مائه‌شیما
امی مائه‌شیما (انگلیسی: Ami Maeshima؛ زادهٔ ۲۲ نوامبر ۱۹۹۷) آیدل ژاپنی، صداپیشه اهل ژاپن است.